# Birrueda
Un birrueda, también denominado diciclo, es un tipo de vehículo con dos ruedas laterales paralelas.  Ejemplos antiguos son los carros y carromatos tirados por caballos.  En la actualidad este tipo de vehículos han resurgido bajo la forma de vehículos eléctricos en dos categorías: transporte personal y pequeños vehículos autónomos o no tripulados.  Las fotos ilustran diversos tipos de vehículos birrueda.
El término es una traducción de Diwheel, una palabra que ha resurgido con la aparición del Segway y las patinetas autoequilibradas.

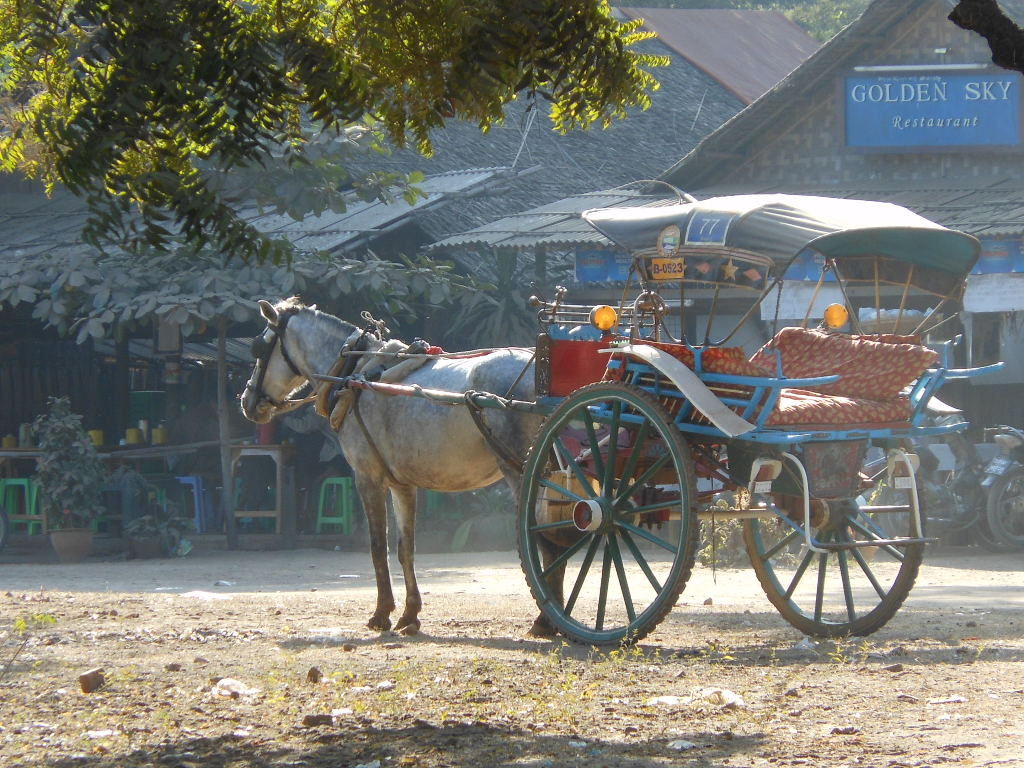
Carromato
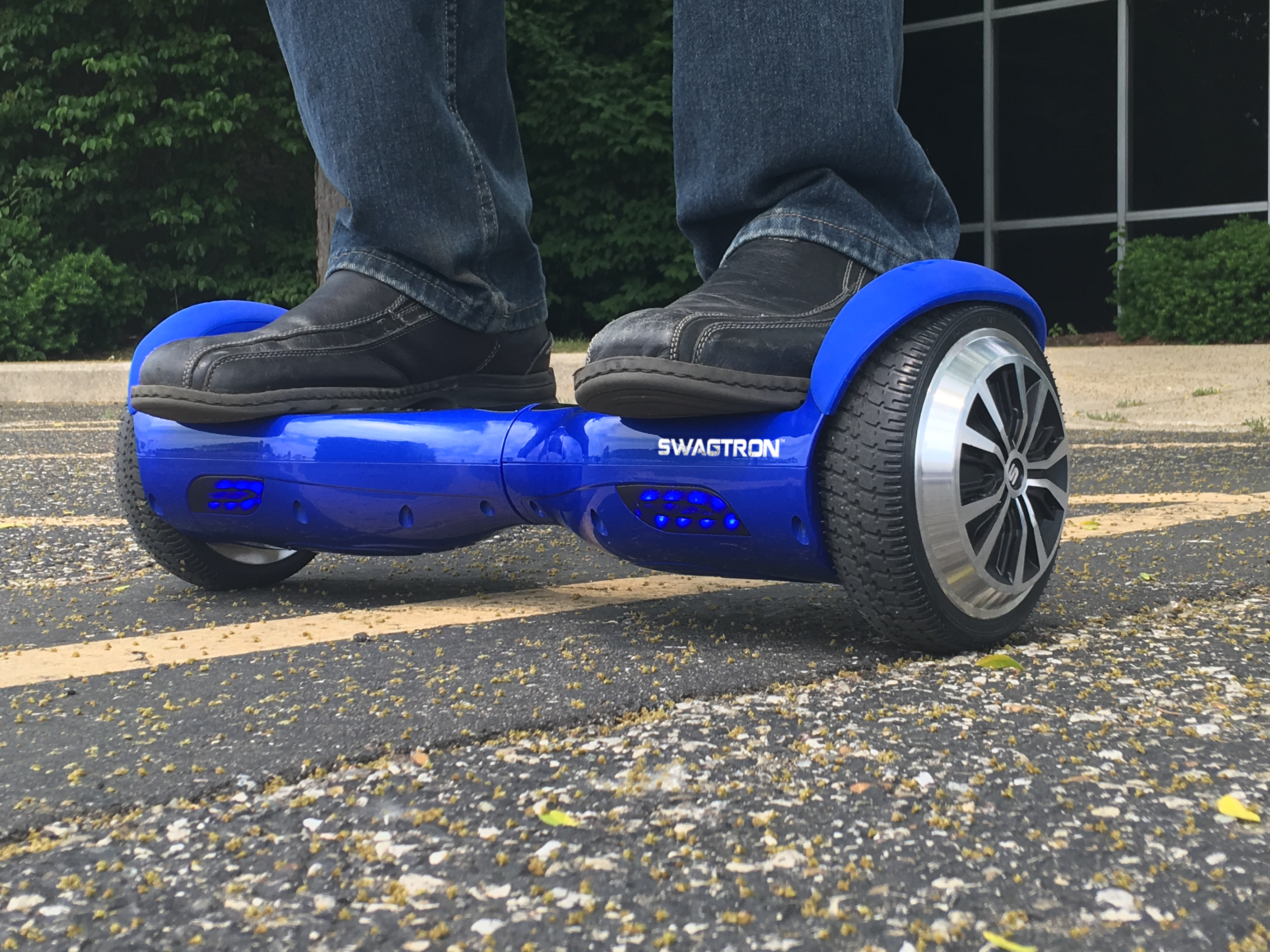
Patineta autoequilibrada
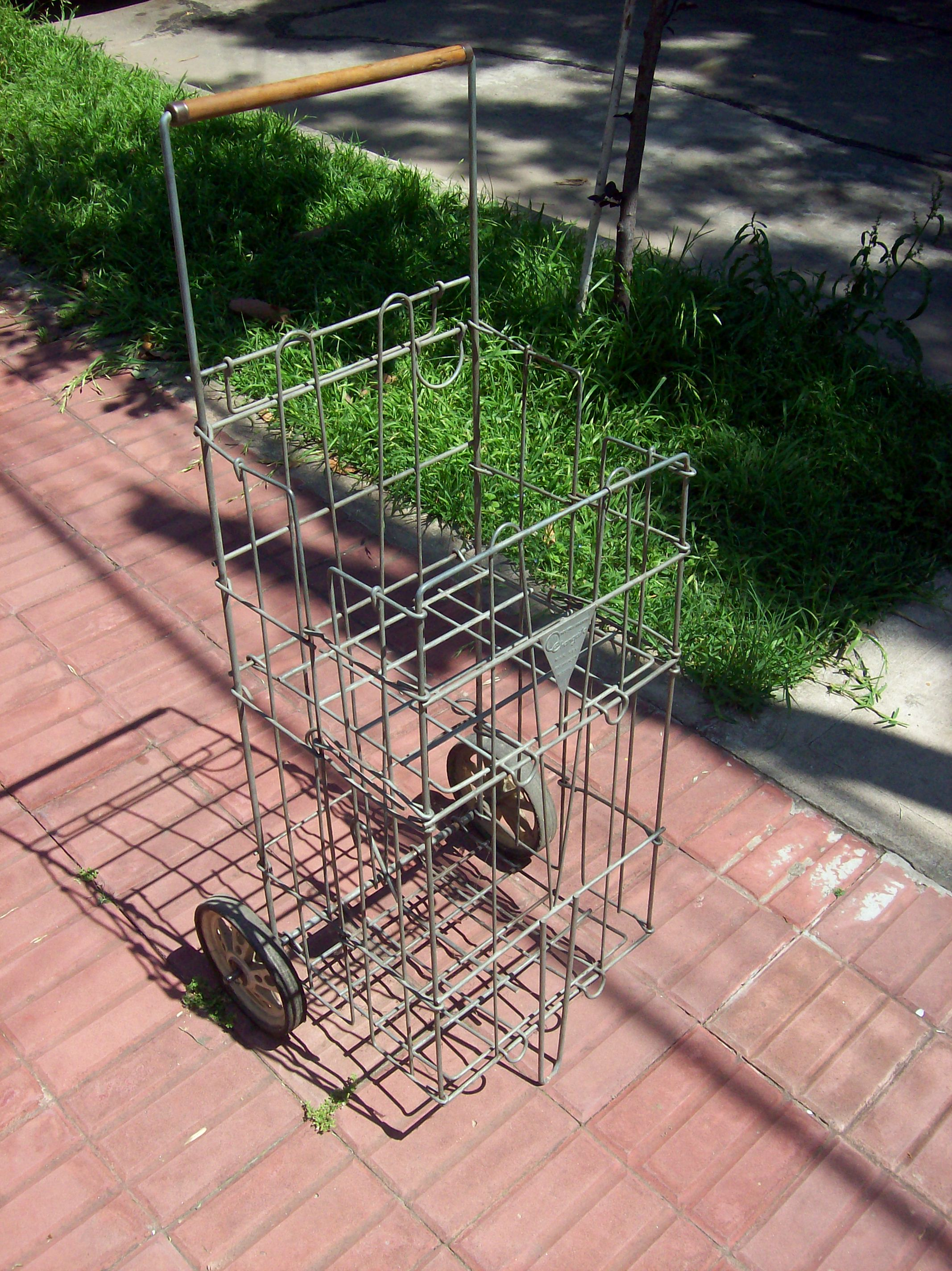
Changuito de compras
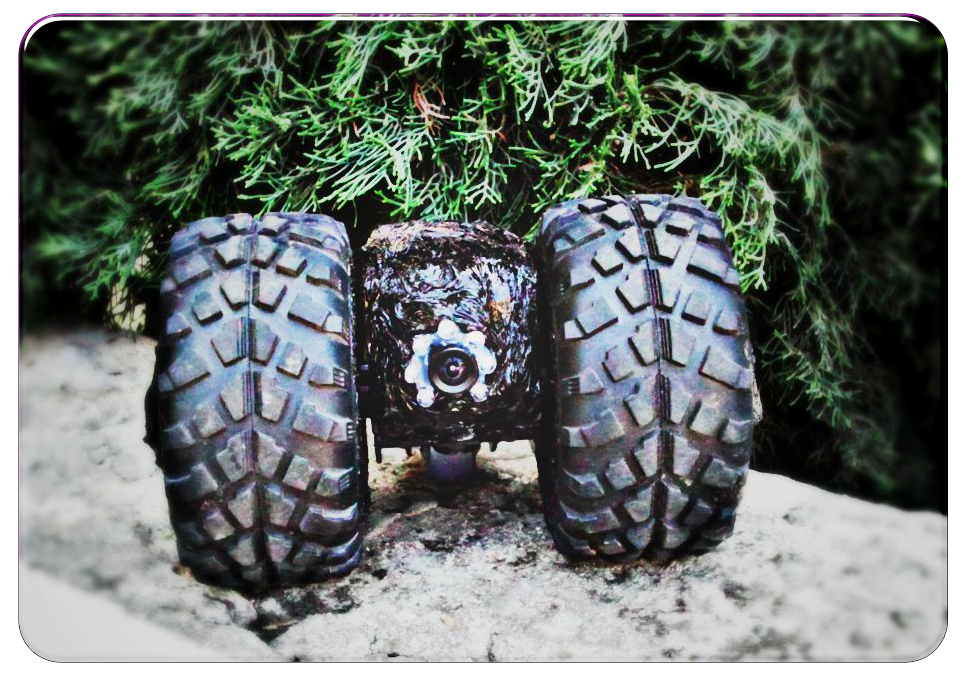
Robot de vigilancia telecomandado
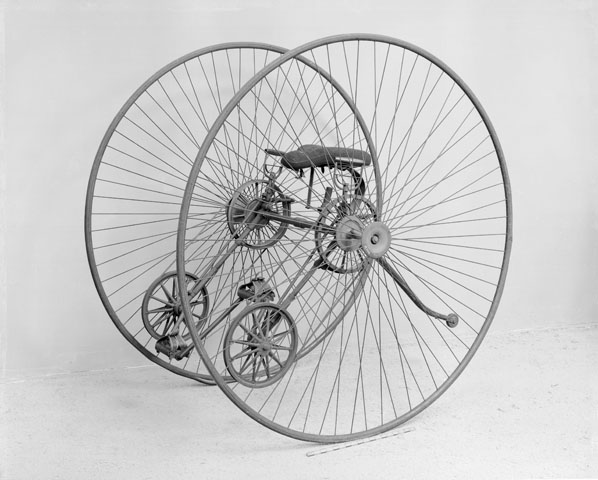
Diciclo de Otto
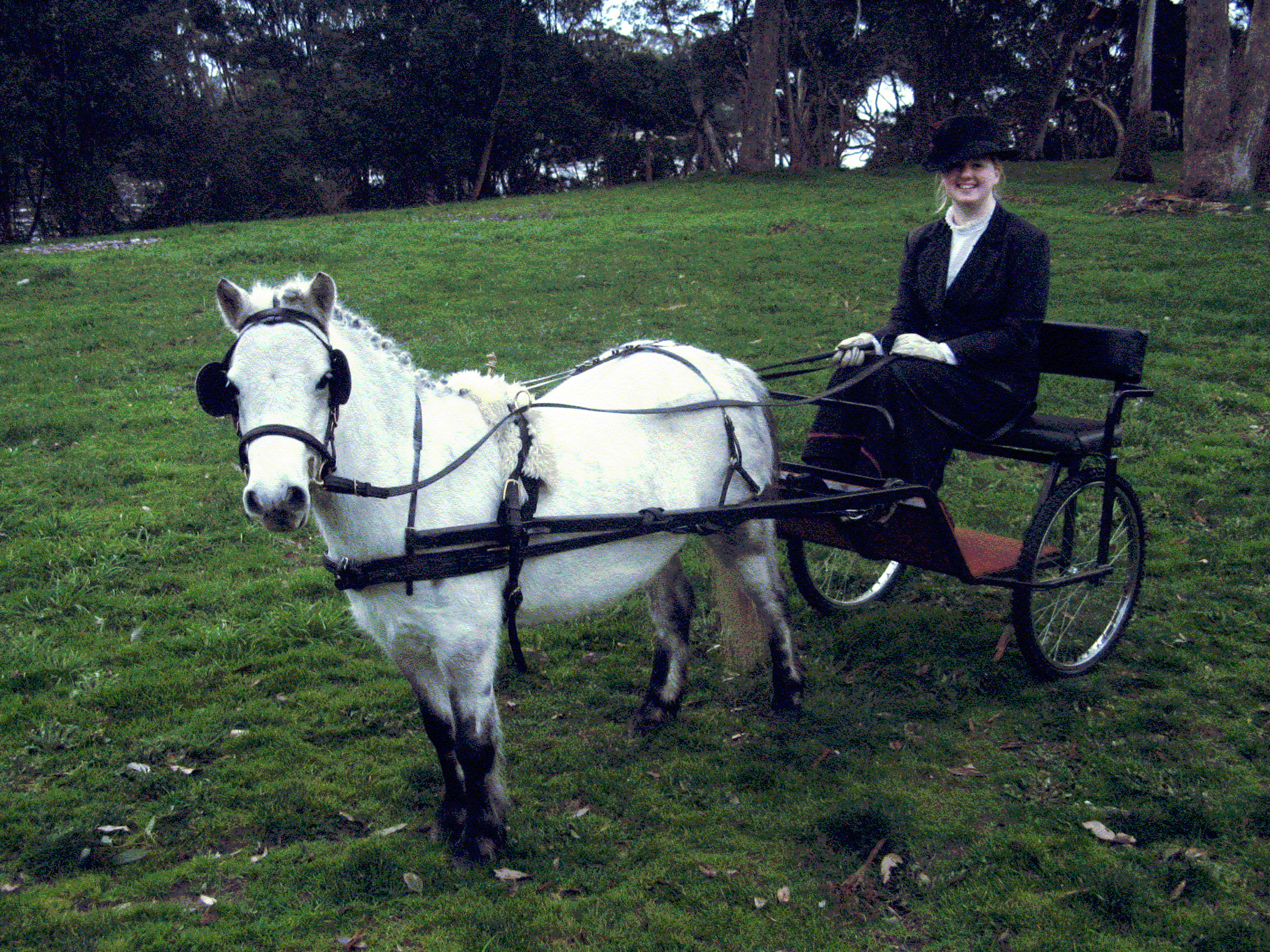
Carro
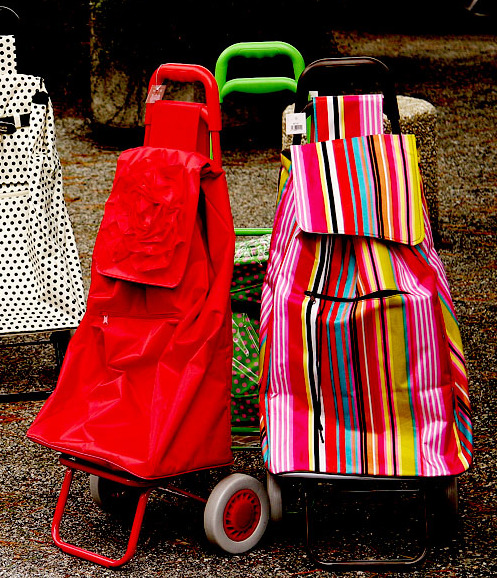
Changuito de compras

## Maniobrabilidad y dirección
Un carro de este tipo es altamente maniobrable, con un radio de giro mínimo igual a cero que permite girar 360° en el lugar, sin hacer un recorrido circular.
A diferencia de otros vehículos, el birrueda carece de volante, y cuando son autopropulsados su dirección se controla por diferencia de las velocidades de sus ruedas según la denominada dirección diferencial, que no es exclusiva de los birruedas y gobierna también vehículos de oruga, como topadoras y tanques de guerra, y pequeños vehículos de construcción.
La dirección diferencial es mucho más inestable que la dirección por volante, de modo que lo birruedas con tracción suelen incorporar un sistema de control entre los controles del usuario y los motores, encargado de estabilizar el giro coordinando la velocidad de ambos motores.

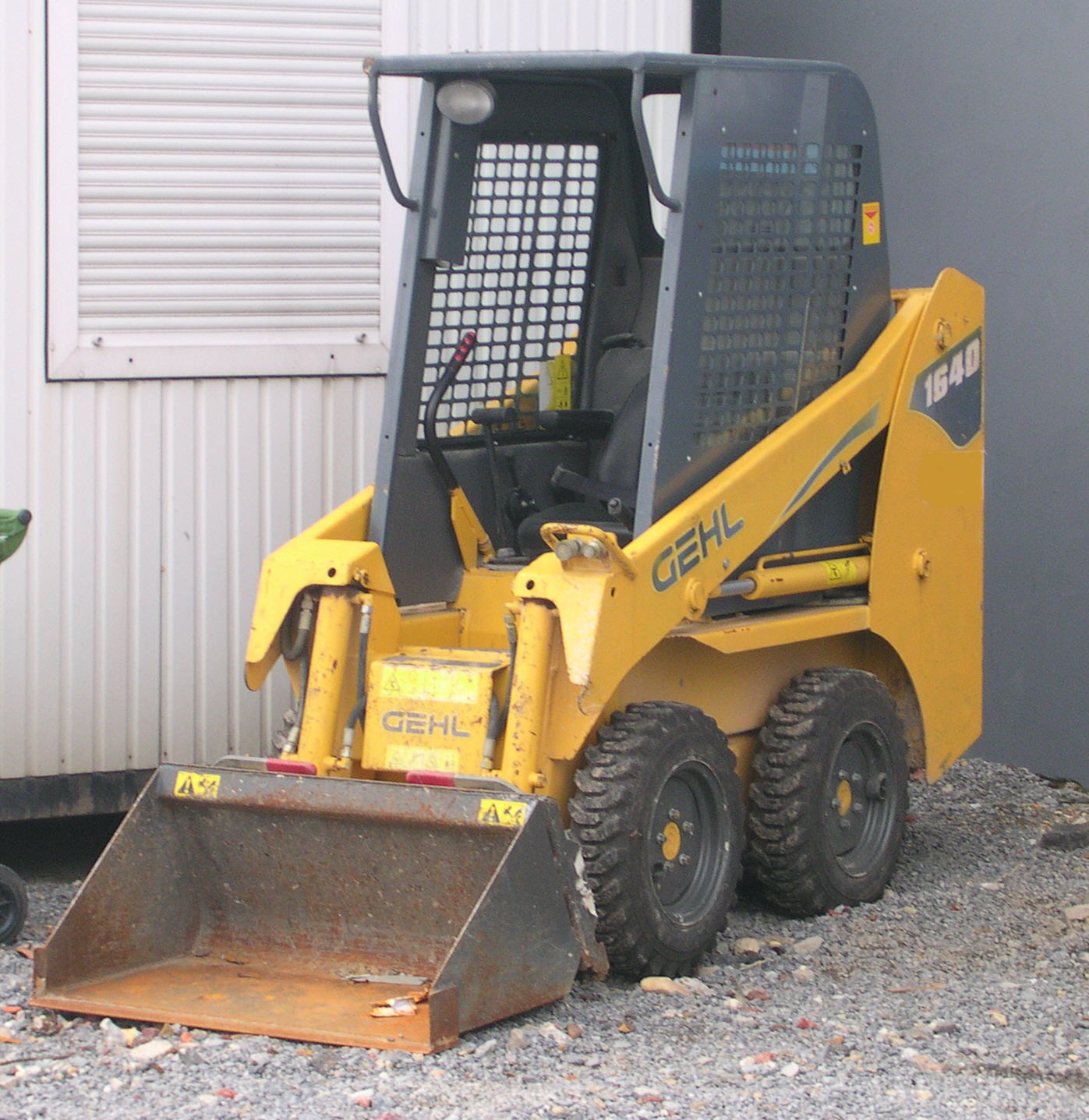
Vehículo de 4 ruedas con dirección diferencial
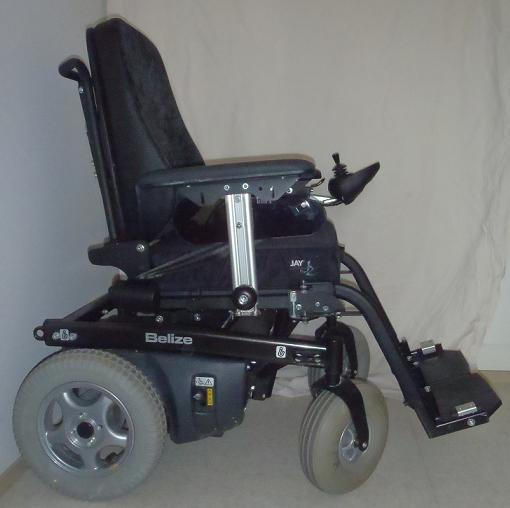
Silla de ruedas eléctrica, ejemplo de dirección diferencial

## Centro de gravedad
Los birruedas se pueden clasificar por la ubicación de su centro de gravedad alto o bajo, es decir, por encima o debajo del eje de sus ruedas.  La gran mayoría tiene su centro de gravedad alto y carecen de equilibrio estable, por lo que requieren algún punto de apoyo, como el caso de carros tirados por caballos, o un sistema de control activo autoequilibrado, como el caso del Segway.  Estos últimos constituyen casos reales del problema general de mecánica denominado péndulo invertido (en inglés).

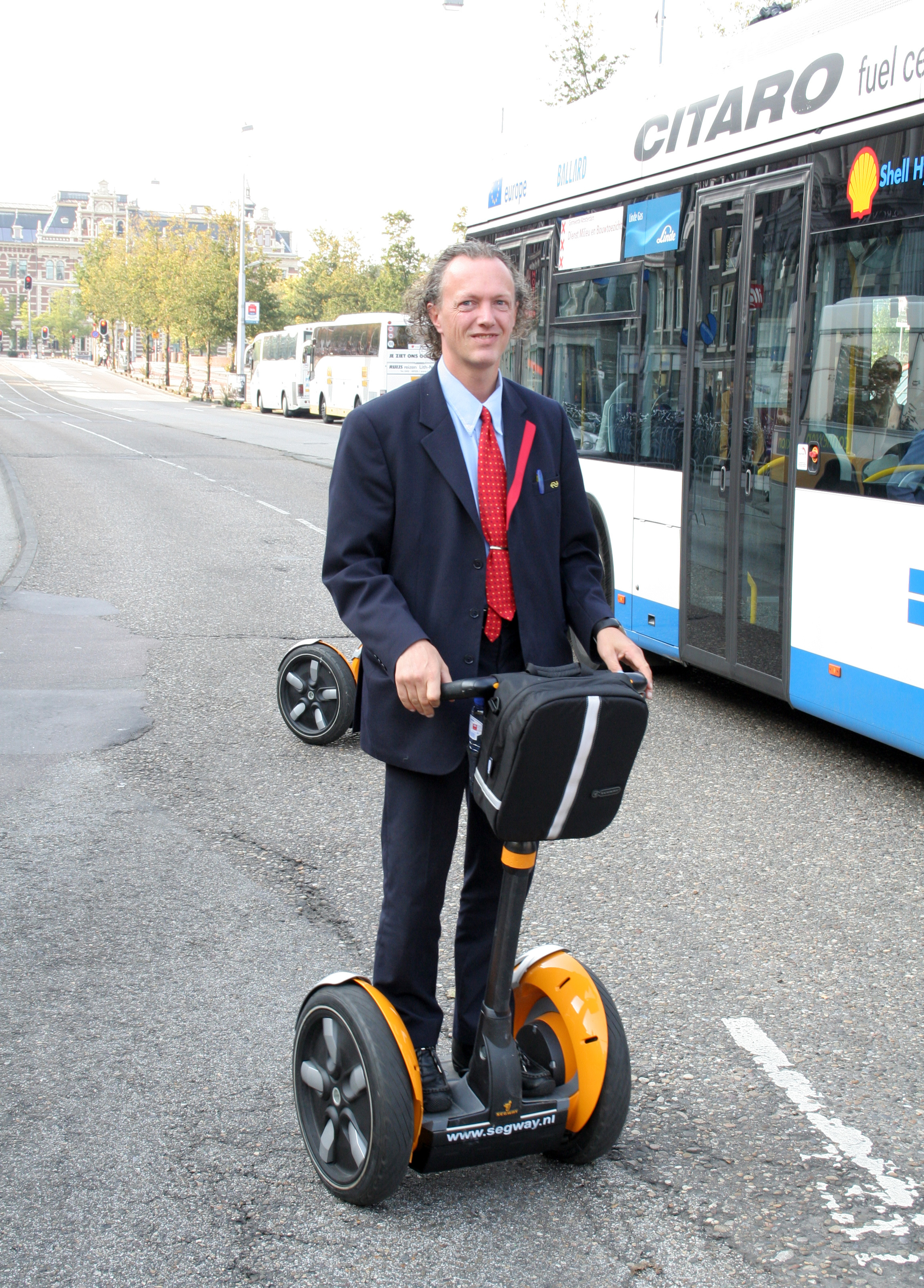
Segway, birrueda de transporte personal
- Robot Lego Segway
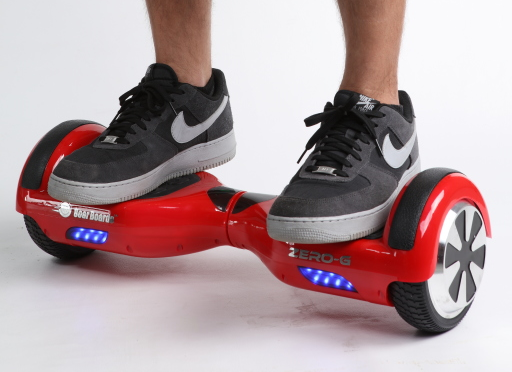
Hoverboard

Los birruedas con centro de gravedad bajo existen principalmente como prototipos.  Al requerir que la carga se ubique debajo del eje, se caracterizan por sus ruedas enormes que determinan la altura del vehículo.

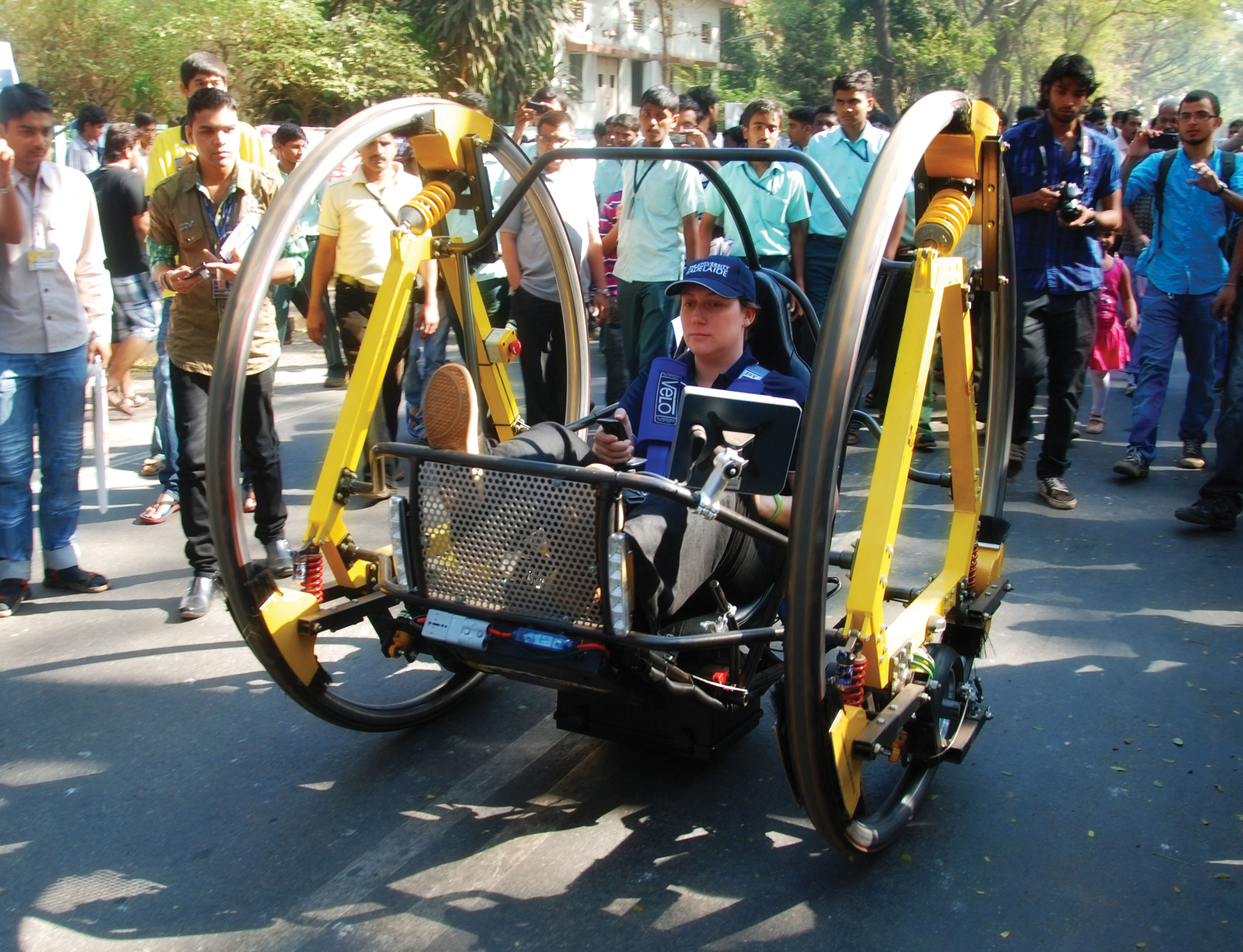
Birrueda tripulado, con centro de gravedad bajo
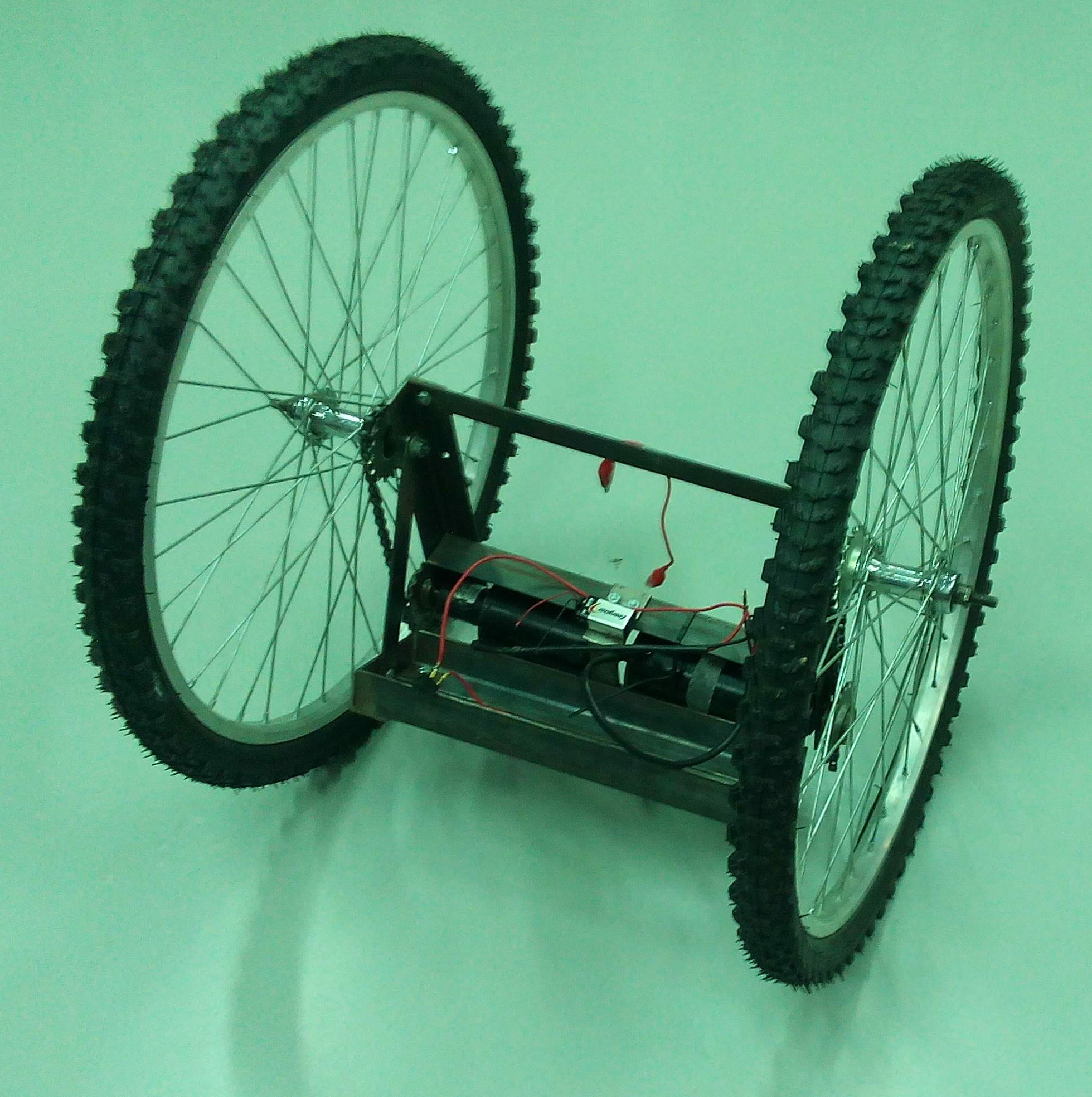
Plataforma experimental de vehículo autónomo, ejemplo de birrueda con centro de gravedad bajo
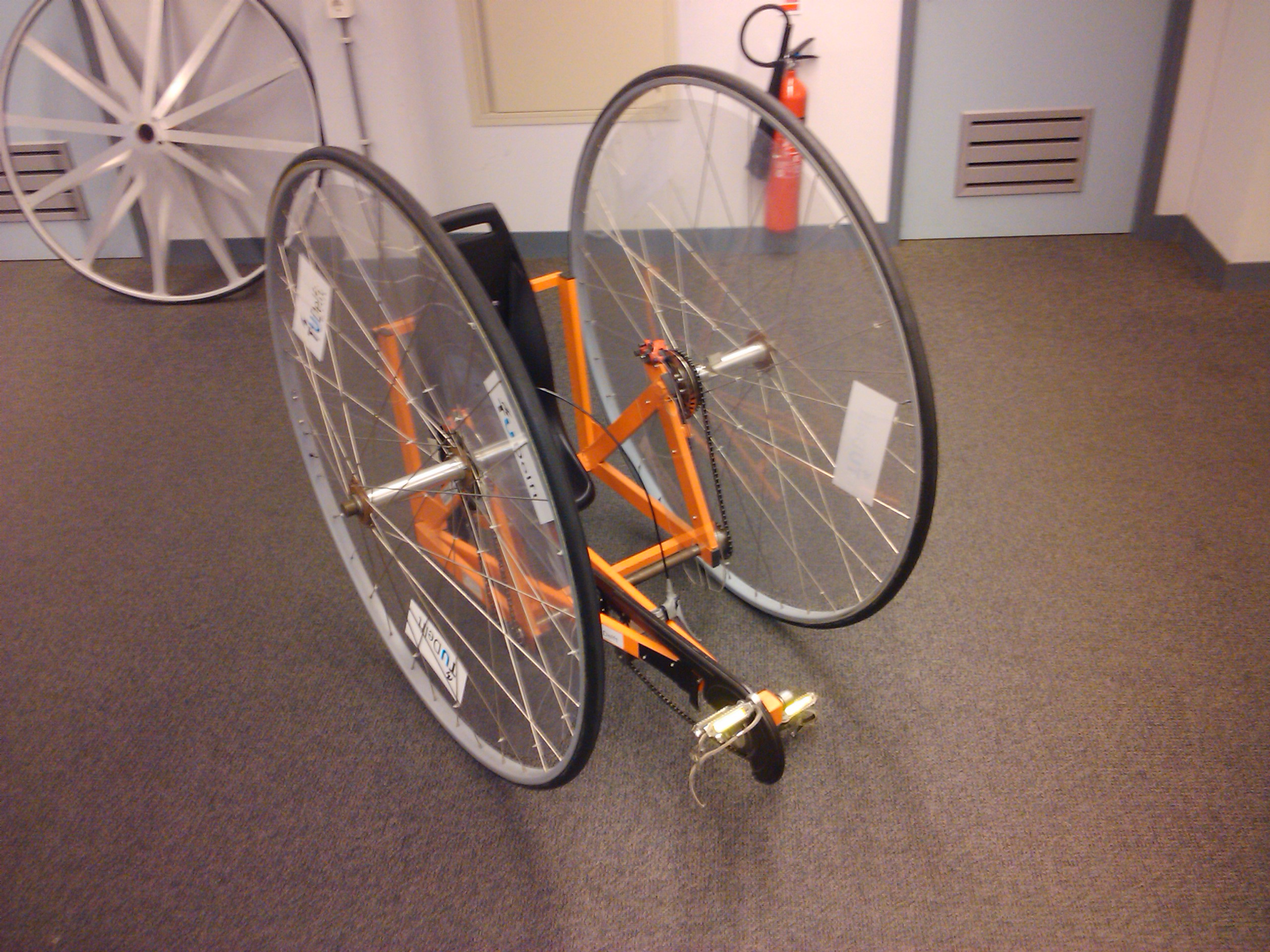
Rediseño del diciclo de Otto, en Delft University of Technology
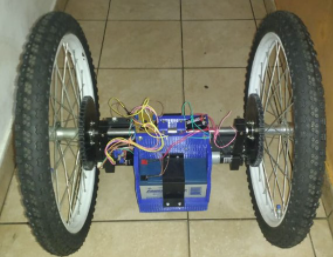
Plataforma experimental académica

## Origen del término
El uso más antiguo del término dicycle se ha encontrado en The Cyclists' Touring Club Gazette de fines del siglo XIX, en una época de intensa experimentación en vehículos de propulsión humana.  El término recuperó su vigencia en la época actual de intensa experimentación de vehículos eléctricos.
En la década de 1980 Ariel Ciro Rietti, fallecido fundador de la Fundación Universal Solar, ideó un vehículo personal eléctrico de dos ruedas con bajo centro de gravedad para dos tripulantes, impulsado por energía solar. Lo llamó Birrueda, quizás uno de los usos más antiguos del término en castellano. Sólo realizó bosquejos como iniciativas de un prototipo que nunca fue construido.